# Расселл, Лиллиан
Лилиан Рассел (англ. Lillian Russell, имя при рождении: Helen Louise Leonard; 4 декабря 1860 — 6 июня 1922) — американская актриса и певица, одна из самых известных актрис и певиц в США в конце XIX — начале XX веков.